# 鳥取站
鳥取站（日语：〔〕／ Tottori eki */?）是位於日本鳥取縣鳥取市東品治町的鐵路車站，由西日本旅客鐵道（JR西日本）經營。此站是主要幹線鐵路山陰本線與地方交通線因美線的交會車站，也是鳥取縣的縣廳所在地鳥取的主車站。

## 車站構造

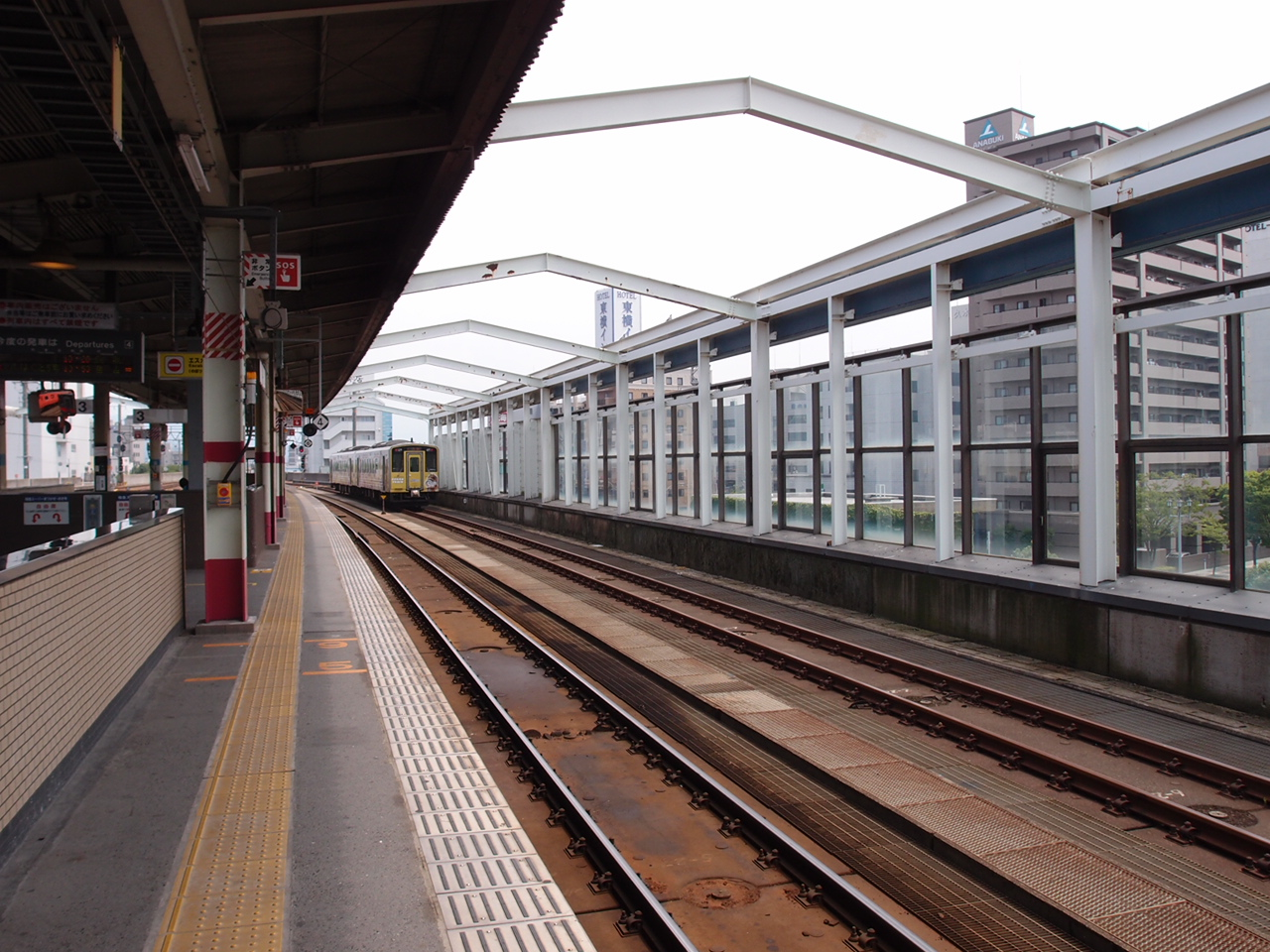
鳥取車站的月台

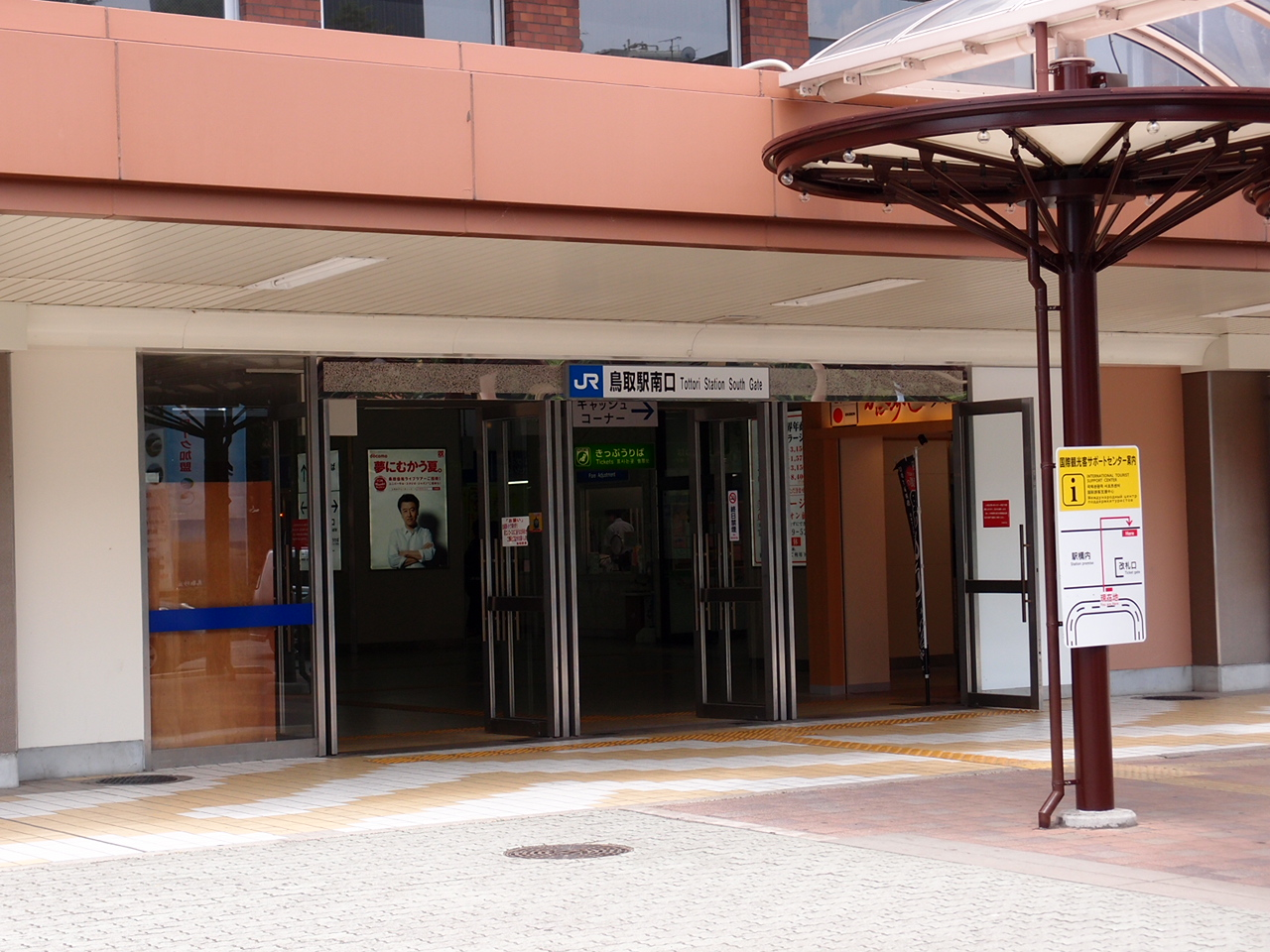
鳥取車站南口

此站為島式月台2面4線的高架車站。

### 月台配置
| 月台 | 路線     | 方向 | 目的地                                   | 備註                            |
| ---- | -------- | ---- | ---------------------------------------- | ------------------------------- |
| 1、2 | 山陰本線 | 下行 | 倉吉、米子方向                           |                                 |
| 1、2 | 山陰本線 | 上行 | 濱坂、豐岡方向                           | 「濱風」為1號月台               |
| 1、2 | 因美線   | -    | 若櫻、智頭、岡山、三之宮、大阪、京都方向 | 往京都的「超級白兔號」於1號月台 |
| 3    | 山陰本線 | 下行 | 倉吉、米子方向                           |                                 |
| 3    | 山陰本線 | 上行 | 濱坂方向                                 | 只限普通列車                    |
| 3    | 因美線   | -    | 若櫻、智頭、岡山方向                     |                                 |
| 4    | 山陰本線 | 下行 | 倉吉、米子方向                           |                                 |
| 4    | 因美線   | -    | 若櫻、智頭、岡山方向                     |                                 |

## 历史
- 1907年4月28日 - 鳥取臨時站開業。
- 1908年4月5日 - 於本站現在的位置開業。
- 1978年11月8日 - 高架化。
- 2025年3月15日，鳥取站內的自動驗票閘口正式啟用[1][2][3][4]。

## 車站周邊

### 北口
- 鳥取站巴士站
  - FM鳥取(RADIO BIRD)
- 鳥取大丸
- トスク本店
  - 100圆店「ザ・ダイソー」トスク本店
- 100圆店「ザ・ダイソー」鳥取店
- LAWSON鳥取行德店
- LAWSON鳥取末廣店
- Daily YAMAZAKI
- Mister Donut
- 酒店New Otani鳥取
- 鳥取中央郵局
- 瑞穗銀行鳥取支店
- 鳥取銀行本店營業部
- 山陰合同銀行鳥取營業部
- 中央三井信託銀行鳥取支店
- 鳥取信用金庫本店營業部
- 國道53號
- 國道373號
- 鳥取縣道21號鳥取鹿野倉吉線
- 鳥取縣道25號鳥取停車場線
- 鳥取縣道41號鳥取港線
- 鳥取縣道43號鳥取福部線
- 鳥取縣道192號西町鳥取停車場線
- 鳥取縣道291號鳥取國府線

### 南口

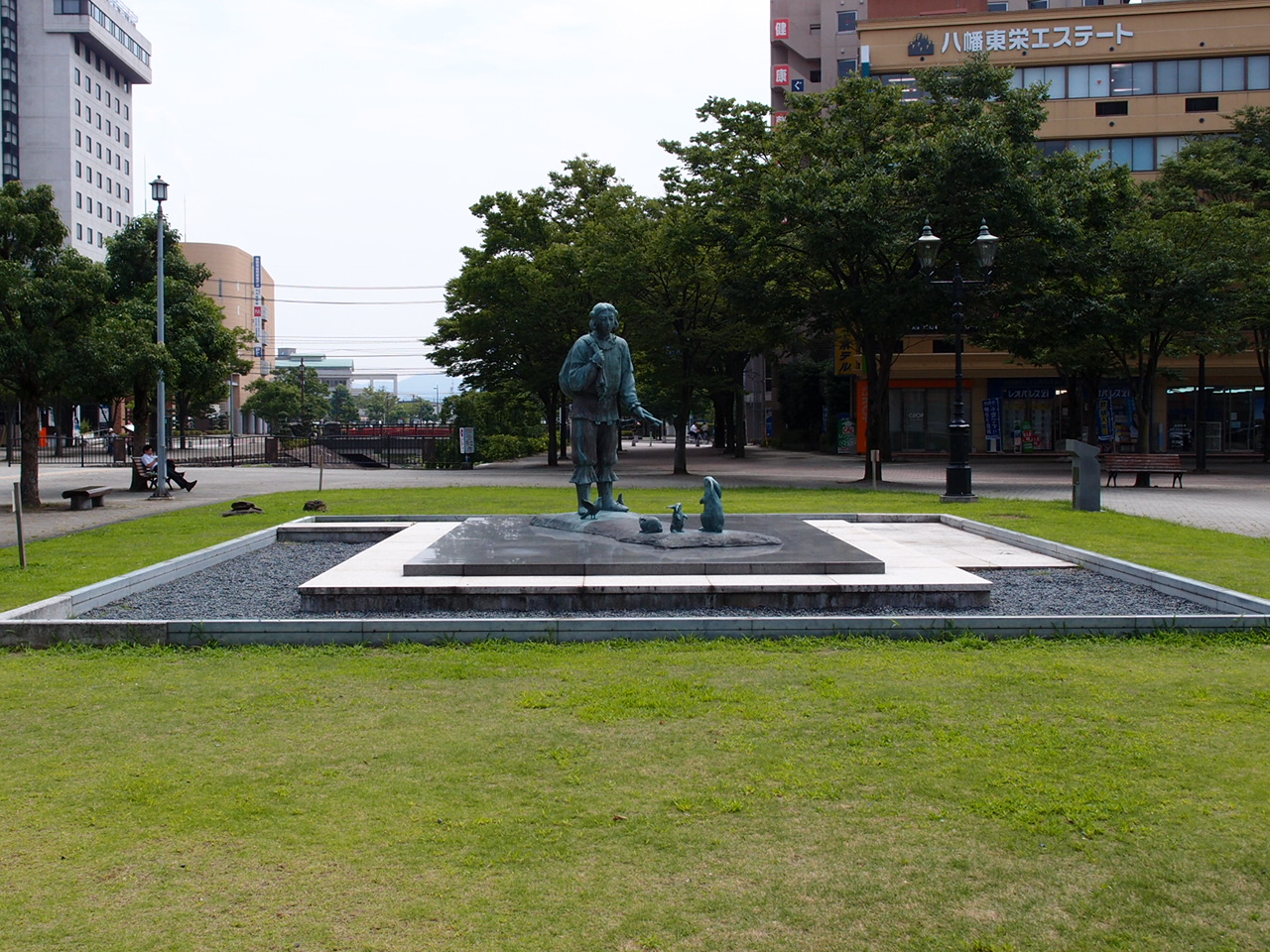
南口附近「大國主命與因幡的白兔」的石像

- 鳥取市役所（站南廳舎）。
  - 鳥取市立中央圖書館
  - 鳥取大學衛星事務所
  - 放送大學鳥取學習中心
- 吉之島鳥取店
  - 麥當勞
  - 100円店「キャンドゥ」
- LAWSON鳥取站南店
  - LAWSON ATM（山陰合同銀行）
- 東橫INN鳥取站南口
- 郵政互助會鳥取大樓
  - ニュー鳥取酒店
  - 山陰中央電視放送鳥取支社(TSK)
- 鳥取富安郵局
- 山陰合同銀行（合銀）鳥取站南大樓
  - 山陰合同銀行（台銀）鳥取站南支店
  - 智頭急行本社
- 倉吉信用金庫鳥取支店
- 國道53號
- 國道373號
- 鳥取縣道26號秋里吉方線
- 鳥取縣道292號八坂鳥取停車場線

## 相鄰車站
西日本旅客鐵道
 山陰本線
- 特急「超級白兔」停車站、「濱風」「超級松風」「超級隱岐」到發站

■快速「鳥取Liner」
鳥取－（一部分停靠湖山站）－鳥取大學前
■快速（濱坂方向到發，湖山方向作為「普通」運行）、■普通
福部－（瀧山信號場）－鳥取－湖山
 因美線
- 特急「超級白兔」停車站、「超級因幡」到發站

■普通
鳥取－津之井

## 外部連結
- 鳥取車站（JR西日本） （页面存档备份，存于）
- 日本旅行Tis鳥取支店